# Андерсон Пико
А́ндерсон да Силве́йра Рибе́йро (порт.-браз. Anderson da Silveira Ribeiro; род. 4 ноября 1988, Порту-Алегри), более известный как А́ндерсон Пи́ко (порт.-браз. Anderson Pico) — бразильский футболист, защитник

## Игровая карьера
Воспитанник «Гремио». К матчам первой команды начинал привлекаться в июле 2007 года в связи с уходом Лусио и травмой Бруно Телеса. После серии неудачных матчей уже в середине ноября вернулся в молодёжную команду. В первой половине следующего года играл в основе в паре с Идальго. После прихода в команду Элдера, вновь занял место запасного. С 2009 года играл в арендах за «Фигейренсе», «Санту-Анжелу», «Бразильенсе», «Жувентуде» и «Сан-Жозе» (Порту-Алегри).
В 2014 году Вандерлей Лушембурго, который ранее работал с Пико в «Гремио», пригласил футболиста к себе во «Фламенго». В следующем году после ухода Люшембурго в «Крузейро» Андерсон в конкуренции с Пабло Армеро и молодым Хорхе потерял место в составе, после чего ушёл в аренду в украинскую команду «Днепр» (Днепропетровск). 12 сентября дебютировал в чемпионате Украины в гостевой встрече с запорожским «Металлургом», а 17 сентября отыграл весь матч Лиги Европы с итальянским «Лацио». После окончания аренды днепровский клуб не пожелал выкупать контракт бразильца. Однако летом 2016 года Пико расторг контракт с «Фламенго» и на правах свободного агента подписал с «Днепром» новый контракт. 12 января 2017 года покинул команду.